# Haslach (Scheidegg)
Haslach (westallgäuerisch: Hasla, Haslach; historisch auch: Bernhardsmühle) ist ein Gemeindeteil der Marktgemeinde Scheidegg im bayerisch-schwäbischen Landkreis Lindau (Bodensee).

## Geographie
Der Weiler liegt circa vier Kilometer südlich des Hauptorts Scheidegg und zählt zur Region Westallgäu. Rund einen Kilometer südöstlich des Orts befindet sich Scheffau. Südlich von Haslach verläuft die Staatsgrenze zu Langen bei Bregenz in Vorarlberg.

## Ortsname
Der Ortsname geht auf einen Flurnamen zurück, der Stelle mit Haselstauden bedeutet. Der frühere ebenso genannte Name Berhardsmühle, bezeichnet eine Mühle des Bernhard.

## Geschichte
Der Ort wurde erstmals 1435 mit Hans Hall von Bernharczmüli im Haslach erwähnt. Der Ort war vermutlich identisch mit der belegten Berhardsmühle. Haslach gehörte einst der Gemeinde Scheffau an, die 1972 nach Scheidegg eingemeindet wurde.